# Plaza de España (Santa Cruz de Tenerife)
La plaza de España de la ciudad de Santa Cruz de Tenerife es la plaza más amplia de la ciudad y del Archipiélago Canario (España). Fue construida en 1929 sobre el histórico Castillo de San Cristóbal, baluarte destinado a defender la isla de la piratería. Actualmente, solo quedan unas murallas del edificio original que se exhiben en una galería subterránea bajo la plaza. Esta plaza se sitúa entre la Plaza de la Candelaria y la Avenida Marítima anexa al Puerto. La Alameda del Duque de Santa Elena, construida a finales de 1787, es prácticamente parte integrante de la plaza. Alberga una fuente de mármol, encargada en Génova el mismo año de su construcción, además de constituir la zona con mayor vegetación de la Plaza. La plaza está ubicada en el centro de la ciudad, a pocos metros al norte del Auditorio de Tenerife.
La plaza de España tiene la categoría de "Plaza de Interés Insular", dada por el Cabildo de Tenerife a finales de los noventa, junto a la Plaza de la Patrona de Canarias (en el municipio de Candelaria) y la Plaza del Cristo de La Laguna (en la ciudad de San Cristóbal de La Laguna).

## El Monumento Central

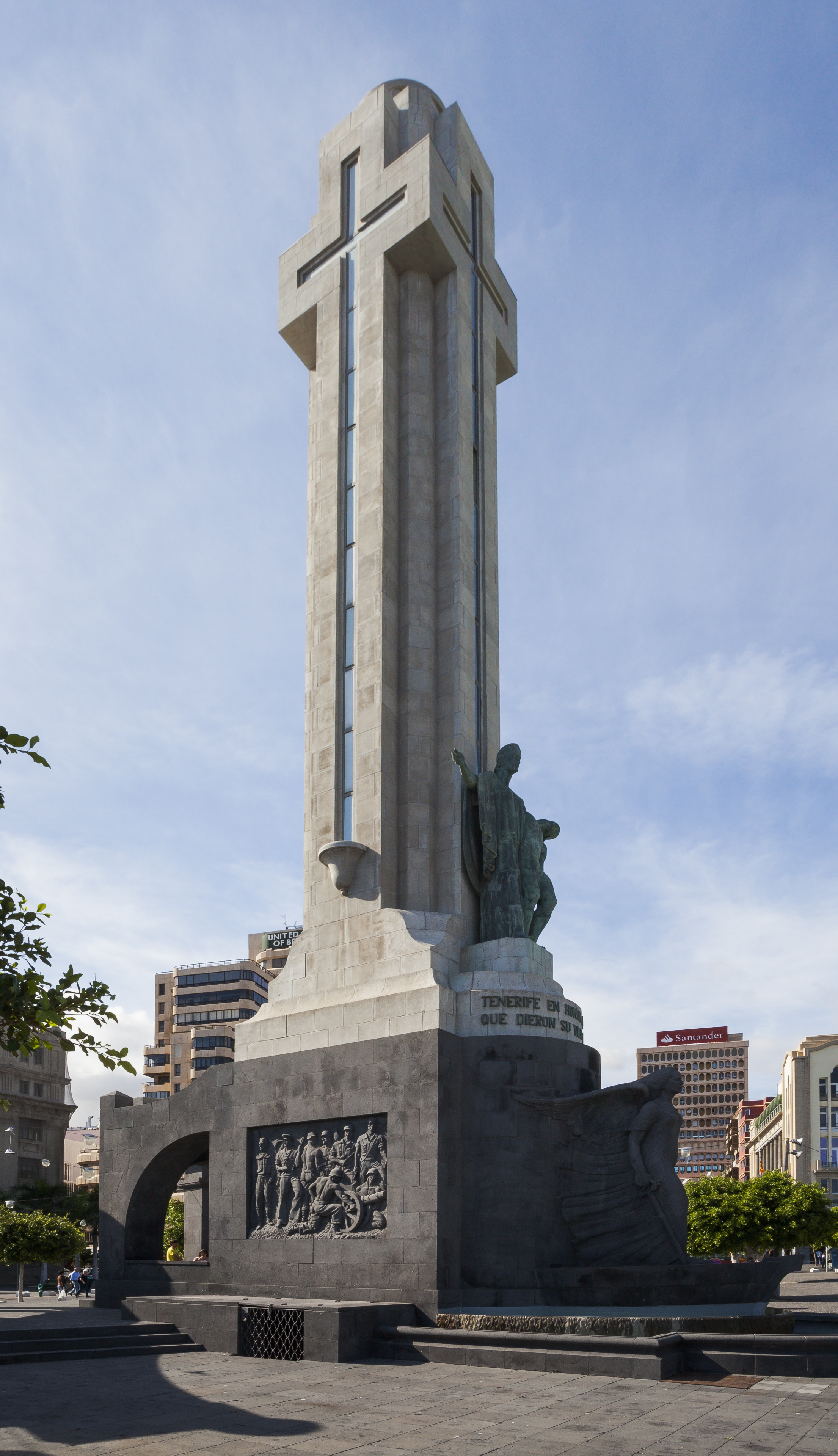
Monumento a los Caídos.

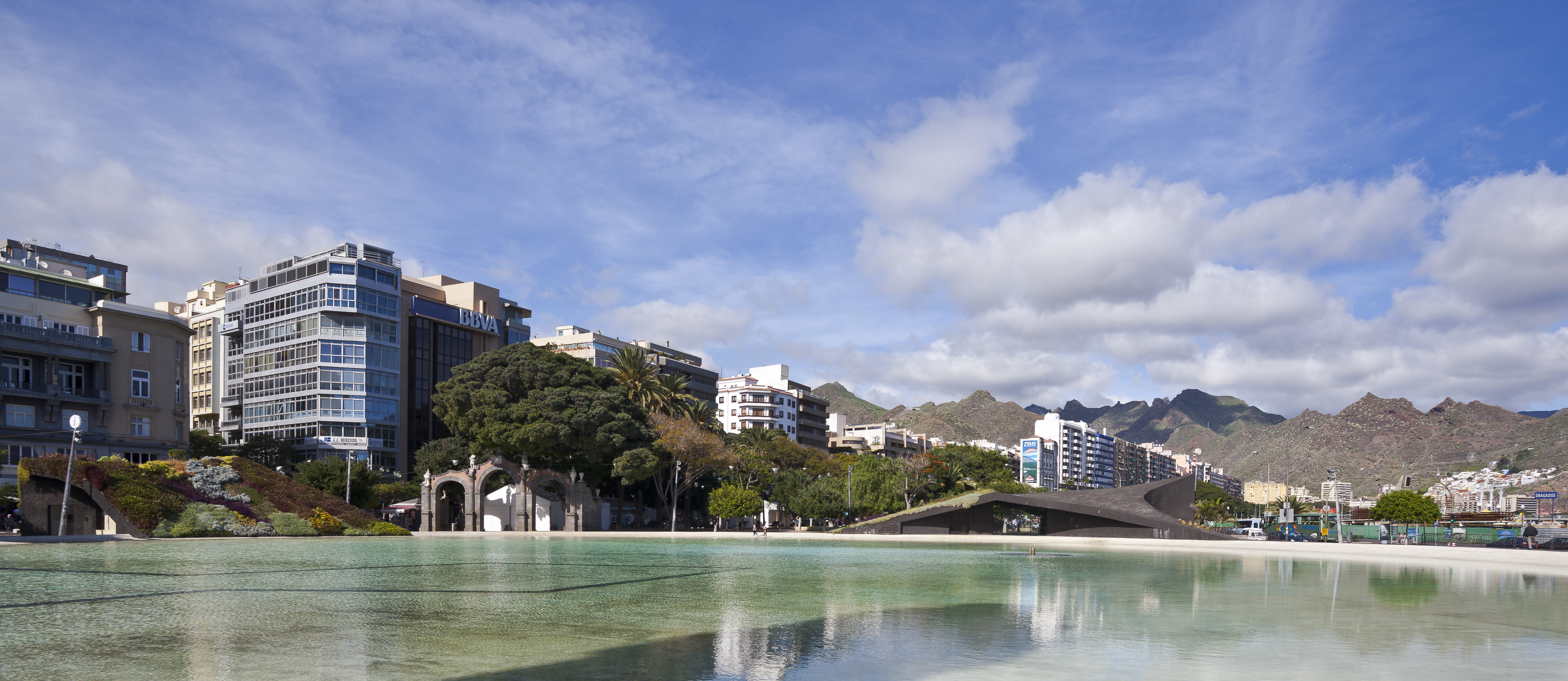
Vista de la plaza hacia las montañas

La plaza, que ocupa un espacio de 5.026 m², está presidida por el Monumento a los Caídos, una torre en forma de cruz con un mirador en lo alto, cuya base contiene una cripta ya vacía. Este monumento fue construido por idea del Capitán General García Escámez durante el Mando Económico, tras la Guerra Civil. Rodeando la base se encuentra un conjunto escultórico proyectado por Enrique Cejas Zaldívar y Alonso Reyes. La confección de los bocetos se firmó el 25 de octubre de 1944. Ambos disponían de dos meses para modelarlos, y al cabo de este plazo las obras fueron expuestas en el Museo de Bellas Artes. Está formado en total por cuatro piezas escultóricas: la alegoría de la Patria sosteniendo al Caído; una mujer alada representando la Victoria y en alusión a aquellas expediciones marítimas que retornaron gloriosas a su tierra nativa, y dos figuras de soldados en posición de descanso y con una espada entre sus manos, que representan los valores cívico y militar, respectivamente. Las paredes de la base están cubiertas por bajorrelieves.

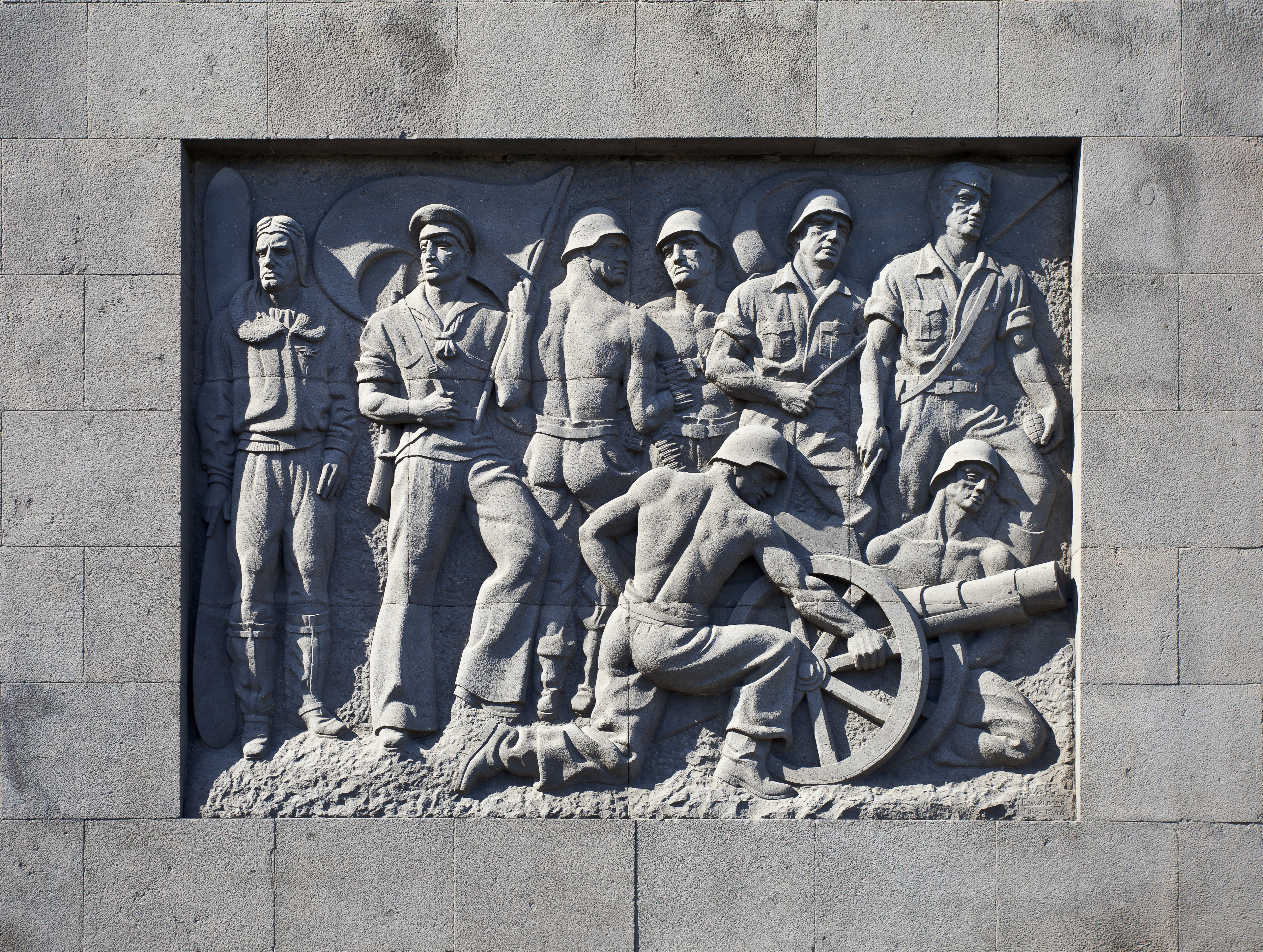
Relieve bajo del monumento

## Remodelación de la plaza

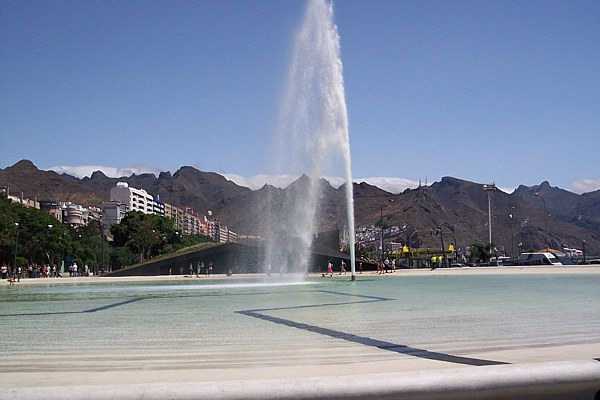
Lago artificial de la plaza

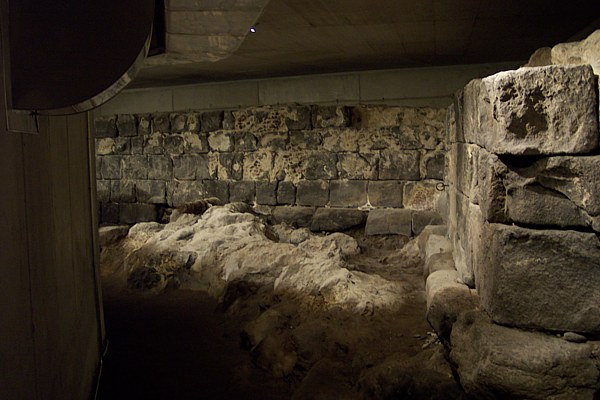
Restos del Castillo de San Cristóbal, bajo la plaza

La plaza ha sido remodelada según diseño de los arquitectos suizos Herzog & de Meuron, ganadores del concurso convocado por la Autoridad Portuaria de la provincia tinerfeña. El proyecto también incluye el Muelle de Enlace de la ciudad, integrando un conjunto que busca el acceso al mar gracias a un espacio continuo. Es por ello llamado Proyecto Muelle-Ciudad.
La plaza ha sido elevada para convertirse en una plataforma que en un futuro se extenderá hasta el mar, eliminando los escalones que rodeaban el monumento. Con un pavimento asfáltico, la nueva plaza luce un lago central de agua marina, con un géiser incorporado, que se puede llenar o vaciar dependiendo de las necesidades de uso. Su suelo es de árido de mármol mezclado con resinas. Rodeando a este lago se encuentran tres pabellones que acogen diversos usos, dos de ellos cubiertos por vegetación según el modelo patentado por Patrick Blanc. 
Toda la plaza está iluminada por un conjunto de luminarias de diseño exclusivo para la obra, consistente en piezas en forma de gota de tres tamaños sujetas por cables situados entre varios postes.
El proyecto, además de restaurar en profundidad el citado monumento, ha creado una galería subterránea que permite visitar las ruinas de la base del antiguo castillo, encontradas durante las obras. Además, se reconstruyó el arco de la contigua Avenida Duque Santa Elena, diseñado originalmente por el ingeniero militar Andrés Amat de Tortosa en 1787, y consisente en un pórtico, de casi veinte metros de ancho y nueve de altura, configurado por un arco central, dos laterales, más sus respectivos contrafuertes, con dos esculturas de mármol alegóricas de La Primavera y El Verano.
Otro añadido considerable con respecto al anterior aspecto de este espacio, es el aumento de masa vegetal, con 300 ejemplares de diversas especies, como flamboyanes (o árbol de la llama), higueras australianas (ficus de hoja grande), laureles de Indias, jacarandás, pandanos, falsos pimenteros, tuliperos del Gabón, cycas (o palma sagú), cocos plumoso, patas de vaca, palmeras pigmea (o palmeras enana), palmeras canaria, palmeras real, palmeras abanico mexicana, palmeras abanico californiana y arecas (o palmeras frutos de oro).

## Espacios anexos

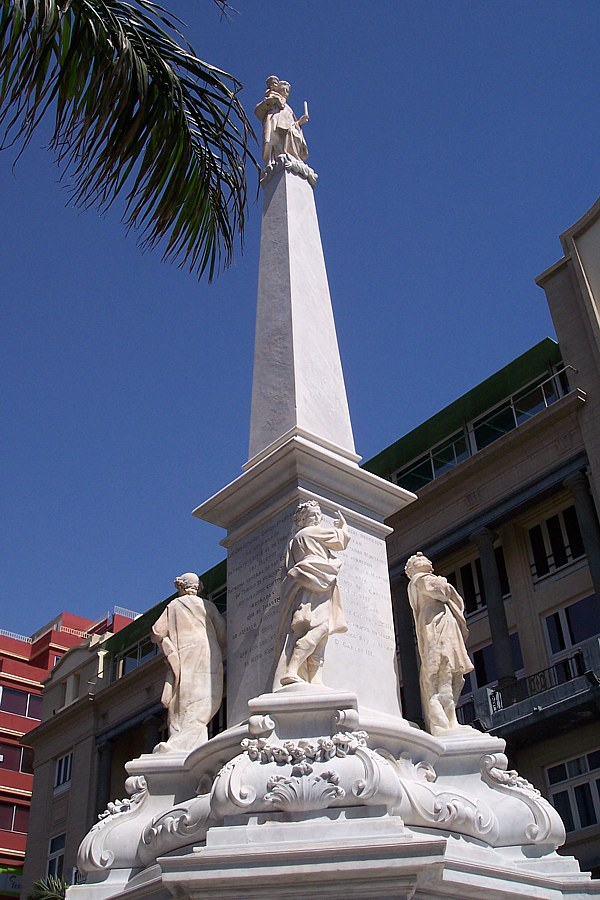
Obelisco monumento en honor a la Virgen de Candelaria en la Plaza de la Candelaria

En la Plaza de España se encuentran importantes edificios como el Palacio Insular de Tenerife, sede del cabildo de la isla, el edificio de la Sociedad Recreativa Casino de Tenerife, la oficina principal de Correos en Tenerife y diferentes infraestructuras pertenecientes al Puerto de Santa Cruz de Tenerife.
Anexa a ella se disponen otros tres importantes espacios como son la Alameda del Duque de Santa Elena, construida a finales de 1787. Es prácticamente parte integrante de la plaza. Alberga una fuente de mármol, encargada en Génova el mismo año de su construcción, además, constituye la zona con mayor vegetación de la plaza; la plaza del Cabildo, de reciente creación, proyectada por los arquitectos Herzog & De Meuron; y la plaza de la Candelaria, antiguamente denominada Plaza Real o Plaza de la Pila, en honor de una pila o fuente que aún hoy alberga. Esta última fue construida en 1706, como aún puede leerse en ella. En el extremo contrario a la fuente se sitúa un obelisco datado del siglo XVIII que representa el Triunfo de la Candelaria, monumento de cuatro metros esculpido por Pasquale Bocciardo en mármol de Carrara. Se compone de la imagen de la Virgen de Candelaria (patrona de las Islas Canarias) y el Niño más cuatro menceyes, alrededor de un fuste piramidal.
La fecha de 1778 aparece grabada en las cuatro caras de la pirámide de este monumento, pese a que por otro lado se afirma que este fue levantado entre 1768 y 1769. Este baile de cifras podría tener su explicación, según apuntan algunos historiadores, si bien no hay unanimidad al respecto, en que se cree probable que primero fueron traídas desde Génova las imágenes de mármol de Carrara esculpidas por Pasquale Bocciardo, y con posterioridad fue encargado a un taller peninsular su basamento y fuste piramidal.
En la Plaza de la Candelaria desemboca la Calle del Castillo, principal arteria comercial de Santa Cruz de Tenerife en cuyos aledaños se encuentran edificios destacados como el Parlamento de Canarias, la Audiencia de Cuentas de Canarias, el Palacio de Carta, el Palacio de la Capitanía General de Canarias y la sede de la Cámara de Comercio de Santa Cruz de Tenerife.

## Esculturas destacadas

### Corpóreo de la marca Santa Cruz

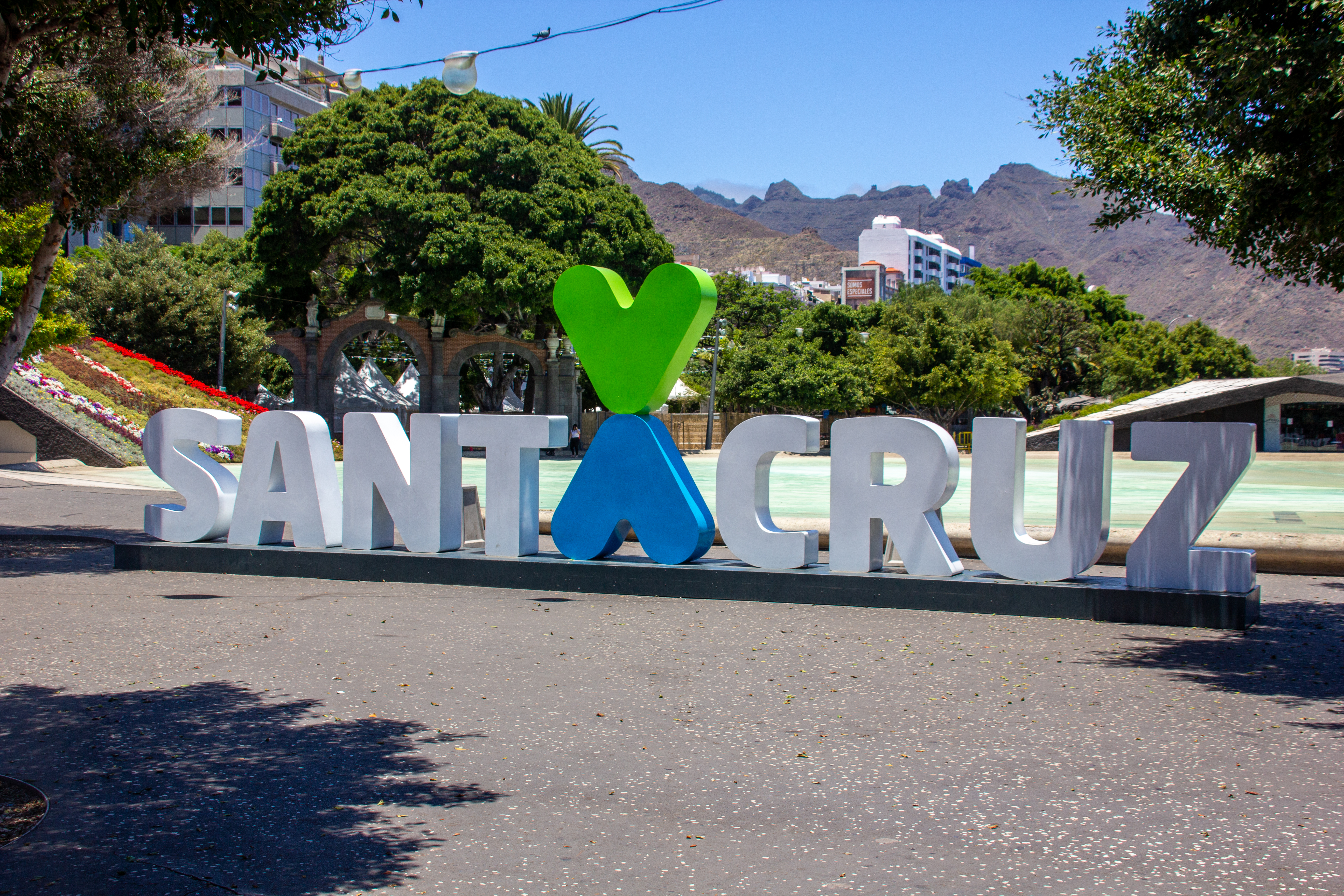
Corpóreo de la marca Santa Cruz

Es el gran letrero situado en un extremo junto al lago de la Plaza de España y que es la marca turística de la ciudad, de manera similar a los existentes en otras importantes capitales del mundo. El corpóreo, inaugurado el 14 de diciembre de 2016, representa el lema turístico de la ciudad: "Santa Cruz, el corazón de Tenerife". La estructura mide 11, 1 metros de longitud y 1,4 metros de altura.
Las letras están construidas en chapa galvanizada, éstas son de color blanco excepto la última "a" de la palabra Santa, la cual es un corazón azul invertido en cuya cima hay otro corazón en este caso verde colocado en posición natural. Durante importantes eventos el letrero es repintado en diferentes colores y con distinta simbología, así por ejemplo se ha pintado con los colores de la bandera de Canarias para el Día de Canarias y con los colores de la bandera LGBT y Tras+ para el Día Internacional del Orgullo LGBT, ambos en el año 2018. El cartel o corpóreo como uno de los iconos turísticos de Santa Cruz es frecuentemente utilizado por los turistas y visitantes de la ciudad para fotografiarse junto al letrero.

### Lo llevo bien

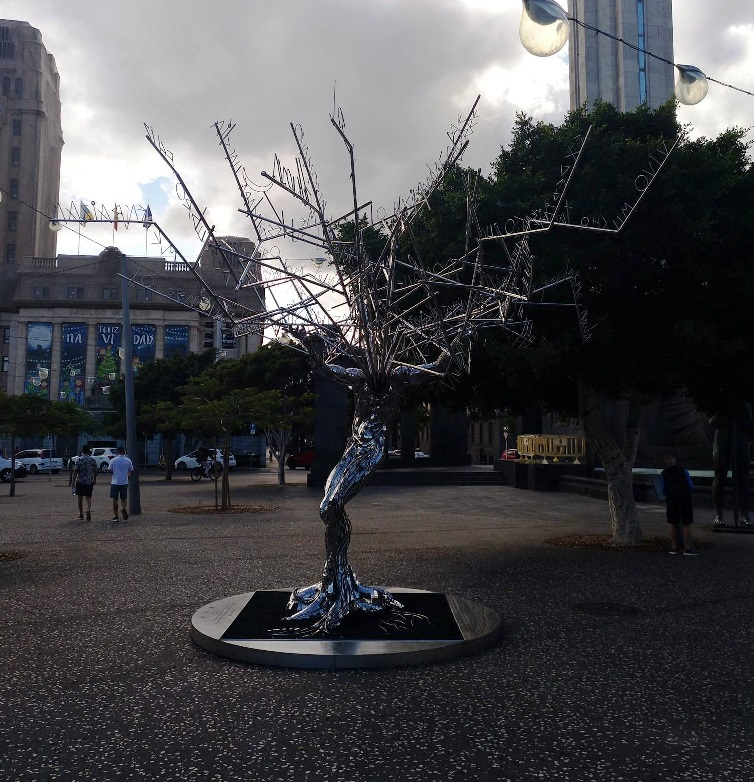
Escultura titulada Lo llevo bien

Escultura del artista vasco Julio Nieto y ubicada en el centro de la Plaza junto al lago artificial de la misma. Se trata de una pieza de acero inoxidable, de cinco metros de altura y 450 kilos de peso con apariencia de un hombre con forma de árbol que simboliza ―«el optimismo del ser humano, que, pese a todos sus pensamientos, lo lleva bien»―.
Originalmente expuesta en 2014 en la Plaza durante una exposición en la calle, posteriormente abandonó la ciudad y se trasladó a varias galerías de arte de diferentes ciudades del mundo como Madrid, Barcelona, Baltimore, Miami, Krefeld y Nueva York. La ciudadanía de Santa Cruz manifestó su deseo de que la escultura permaneciera en la ciudad. En 2021 fue donada al ayuntamiento de Santa Cruz y fue instalada de manera permanente en la Plaza de España.

## En la cultura popular
- La Plaza de España aparece en la película Jason Bourne, representando a la Plaza Síntagma de Atenas.[7]